# Scoparia philonephes
Scoparia philonephes là một loài bướm đêm trong họ Crambidae.